# Heilige Maagdcollege
Het Heilige Maagdcollege is een school in de Belgische stad Dendermonde.

## Beschrijving
De voorbouw van de school is gevestigd in het voormalig weeshuis dat, samen met de aanpalende professorenwoning in neotraditionele stijl, beschermd is als bouwkundig erfgoed.

## Geschiedenis
De school werd gesticht in 1834 door de 'Congregatie der priesters van Onze-Lieve-Vrouw', na de opheffing van deze congregatie werden de school, samen met het Sint-Vincentiuscollege (Eeklo) en het Bernarduscollege (Oudenaarde) overgenomen door het Bisdom Gent.
In 1914 nam de school zijn intrek in het weeshuis, nadat de eigen schoollokalen aan de Veemarkt verwoest waren. Later werd het schooldomein uitgebreid met het gebouw en de tuin van de voormalige dekenij.
In 2009 werd het internaat van de school na 150 jaar gesloten. In 2014 werd bekend gemaakt dat de school vanaf 2016 zou fusioneren met het Sint-Vincentiusinstituut, het Vrij Handels en Technisch Instituut en het Vrij Technisch Instituut tot het Óscar Romerocollege, vernoemd naar de El Salvadoriaanse aartsbisschop Óscar Romero.

## Bekende (ex-)leerkrachten en leerlingen
Leerkrachten
- Adolf Daens, priester[5]
- Luc De Ryck, politicus
- Freddy Heirman, voetbaltrainer
- Caesar Van Kerckhove, kanunnik

Leerlingen
- Montasser AlDe'emeh, Belgisch-Palestijnse academicus, auteur, arabist en islamoloog
- Piet Buyse, politicus
- Ben Caudron, socioloog
- Jozef Coppens, hoogleraar en priester
- Jozef Dauwe, politicus
- Luc De Boeck, politicus
- Geert De Vlieger, voetballer
- Axel Daeseleire, acteur
- Andreas De Leenheer, hoogleraar
- Kawtar Ehlalouch, radiopresentatrice
- Marcel Janssens, hoogleraar
- Wies Moens, letterkundige
- Walter V. Peeters, politicus
- Maurits Vander Cruyssen, kunstschilder
- Désiré Van Riet, politicus
- Joeri Weyn, reporter, documentairemaker en televisieregisseur